# Avinash Chandra
Avinash Chandra (* 1931 in Shimla, Indien; † 1991 in London) war ein indischer Maler.

## Leben und Werk
Chandra wollte bereits als Kind Maler werden. Er musste sich auf Drängen seines Vaters an der Delhi Polytechnic Art School immatrikulieren, um dort Ingenieurwissenschaften zu studieren, stattdessen studierte er dort heimlich Kunst. Er machte sein Examen im Jahr 1951 mit Spitzennoten und übernahm danach Lehrtätigkeiten an seiner Fakultät.
Chandra studierte weniger die klassische indische Malerei, als mehr die zeitgenössischen europäischen Strömungen. Er begann als junger Maler mit Landschaftsmalerei. 1952 hatte er seine erste Einzelausstellung. Er gehörte zur Kunstbewegung Delhi Silpi Chakra. Eines seiner ersten Gemälde Bäume wurde von dem neu gegründeten Museum of Modern Art in Delhi gekauft, und er erhielt den ersten Preis in der ersten nationalen Ausstellung für Indische Kunst an der Lalit Kala Akademie 1955.
1956 zog er mit einem Stipendium der britischen Regierung ausgestattet, zusammen mit seiner Frau Prem Lata (ebenfalls eine Künstlerin), nach London, um dort ein Studium an der Central School of Art and Design in London aufzunehmen. Chandras erste Einzelausstellung in England wurde von der Royal India, Pakistan and Ceylon Society ausgerichtet und fand im Commonwealth-Institute (Imperial-Institute) in London 1957 statt.
Ende der fünfziger Jahre wird seine Malweise zunehmend abstrakter, und er entwickelt einen eigenen, von fließenden Formen geprägten Malstil. Seine Arbeit erringt internationale Aufmerksamkeit, und er wird zur Teilnahme an der documenta III in Kassel im Jahr 1964 eingeladen. 1965 kauft die Tate Gallery in London ein Gemälde von ihm; der erste Ankauf von einem indischen Künstler. 1964 gestaltete er ein Fiberglas Wandgemälde für das Indian Tea Centre in London und 1966 eine Glas-Malerei für die Chappell Music Publishing Company in London. Er zog 1966 nach New York City bis 1973, dann kehrt er nach London zurück.
In den 1970er Jahren wendet sich Avinash Chandra mit seiner Malerei einem neuen Hauptthema zu: Dem weiblichen Körper. Er beginnt mit eleganten Strichzeichnungen, die sich über ein Jahrzehnt hin nach und nach zu subtilen, erotischen farbigen Zeichnungen entwickeln. Bis zu seinem Tod im Jahr 1991 hat Chandra mehr als dreißig Einzelausstellungen gehabt und an zahlreichen Gruppenausstellungen in vielen Ländern teilgenommen. Seine Werke sind Bestandteil von Hunderten öffentlicher und privater Sammlungen weltweit.